# Датинская, Вера
Вера Датинская (словац. Věra Datínská, род. 17 октября 1949, Брно) — чехословацкая гандболистка, полевой игрок. Участница летних Олимпийских игр 1980 года.

## Биография
Вера Датинская родилась 17 октября 1949 года в чехословацком городе Брно (сейчас в Чехии).
C конца 1960-х годов играла в гандбол за «Интер» из Братиславы. В 1975 году в его составе впервые в истории клуба завоевала золотые медали чемпионата Чехословакии. В 1978 и 1979 годах ещё дважды стала чемпионкой страны в составе «Интера». В 1970 и 1978 годах выигрывала Кубок Чехословакии. Участвовала в Кубке европейских чемпионов и Кубке обладателей кубков.
В том же году была признана лучшей гандболисткой Словакии по итогам опроса, проведённого республиканской ассоциацией.
В 1980 году вошла в состав женской сборной Чехословакии по гандболу на летних Олимпийских играх в Москве, занявшей 5-е место. Играла в поле, провела 5 матчей, мячей не забрасывала.